# ليسلي ويلسون
ليسلي ويلسون (بالإنجليزية: Lisle Wilson)‏ هو ممثل أمريكي، ولد في 2 سبتمبر 1943 ببروكلين في الولايات المتحدة، وتوفي في 14 مارس 2010 في الولايات المتحدة.

## وصلات خارجية
- ليسلي ويلسون على موقع IMDb (الإنجليزية)
- ليسلي ويلسون على موقع قاعدة بيانات برودواي على الإنترنت (الإنجليزية)